# Thelcticopis nigrocephala
Thelcticopis nigrocephala là một loài nhện trong họ Sparassidae.
Loài này thuộc chi Thelcticopis. Thelcticopis nigrocephala được Anna Maria Sibylla Merian miêu tả năm 1911.